# Nea Vyssa
Nea Vyssa (griechisch Νέα Βύσσα, nɛaˈvisa (f. sg.)) ist eine Kleinstadt der Gemeinde Orestiada in der griechischen Region Ostmakedonien und Thrakien. Sie bildet den gleichnamigen Stadtbezirk (Δημοτική Κοινότητα Νέας Βύσσης Dimotikí Kinótita Néas Výssis) im Gemeindebezirk Vyssa mit 2805 Einwohnern (2011).

## Lage
Nea Vyssa liegt an der türkisch-griechischen Grenze zirka zehn Kilometer südlich der türkischen Stadt Edirne. Benachbarte Ortsgemeinschaften sind Kastanies im Norden, Sterna und Kavyli im Westen sowie der Gemeindebezirk Orestiada im Süden.

## Verkehr

### Eisenbahn
Der Bahnhof von Nea Vyssa liegt an der historischen Bahnstrecke İstanbul Sirkeci–Swilengrad. Seit 1971 gibt es eine parallele Bahnstrecke, die ausschließlich über türkisches Staatsgebiet führt und über die der internationale Verkehr zwischen Europa und der Türkei fließt. So wird der Bahnhof von Nea Vyssa heute nur noch von regionalem Verkehr berührt.

### Illegale Einwanderung
Der 12,5 Kilometer lange Grenzabschnitt zwischen Nea Vyssa und Kastanies ist einer der bevorzugten Schneisen für illegale Einwanderung nach Europa, da es die einzige Stelle zwischen Griechenland und der Türkei ist, an der der Evros nicht die Grenze zur Türkei bildet, sondern ganz auf türkischem Gebiet verläuft. Flüchtlinge müssen hier deshalb den Fluss nicht durchschwimmen, sondern können eine Brücke nutzen. Seit November 2010 sind hier 175 Mitglieder der Soforteinsatzteams für Grenzsicherungszwecke zur Bewachung der Grenze stationiert. Nach Angaben des griechischen Ministeriums für Bürgerschutz soll bis April 2011 ein mehr als drei Meter hoher Zaun, ausgestattet mit Wärmebildkameras und Bewegungsdetektoren, an dem Abschnitt entstehen. 2011 wurde der Bau eines Wassergrabens begonnen, der den Flüchtlingsstrom eindämmen soll. Im Dezember 2012 wurde der Grenzzaun am Evros fertiggestellt. Die Mittel hierfür brachte der griechische Staat selbst auf. Seit der Fertigstellung des Zauns ist die Rate der illegalen Grenzüberschreitungen am Evros-Gebiet auf beinahe 0 % gesunken.

## Personen
Aus dem Ort stammt die Familie des Mathematikers Constantin Carathéodory.